# Vauhallan
Vauhallan is een gemeente in het Franse departement Essonne (regio Île-de-France) en telt 2058 inwoners (1999). De plaats maakt deel uit van het arrondissement Palaiseau.

## Geografie
De oppervlakte van Vauhallan bedraagt 3,3 km², de bevolkingsdichtheid is 623,6 inwoners per km².
De onderstaande kaart toont de ligging van Vauhallan met de belangrijkste infrastructuur en aangrenzende gemeenten.

## Demografie
Onderstaande figuur toont het verloop van het inwonertal (bron: INSEE-tellingen).